# IV. Murád oszmán szultán
IV. Murád (Isztambul, 1612. június 26. – Isztambul, 1640. február 9.) oszmán szultán és kalifa 1623 és 1640 között. Egy, az anyja, Köszem szultána által szervezett puccs ültette trónra tizenegy éves korában. Húszéves koráig anyja kormányzóként irányította helyette a birodalmat. Apjával, I. Ahmeddel együtt az utolsó harcos szultánok közé tartozott.

## Élete

### Uralkodása előtt
Murád I. Ahmed szultán és Köszem szultána ötödik gyermekeként született 1612. július 26-án a Topkapı palotában.

### Trónra lépése
Murád herceg államcsíny eredményeként került a trónra 1623-ban. Ezt anyja, Köszem szultána szervezte I. Musztafa szultán és Halime szultána ellen. Murád tehetséges és tanult ember volt, de több elődéhez hasonlóan hamarosan ő is az érzékiség, az iszákosság és zsarnoki szeszélyek rabjává vált. A kormányzást egyre inkább anyjára és Ali nagyvezírre bízta — utóbbi Magyarországgal szemben ellenséges politikát folytatott.

### Perzsiai hadjárata
Hamarosan háborúba keveredett Perzsiával. Vezírei segítségével sikerült visszafoglalni a Szafavidáktól Erivant, Tebrizt és Bagdadot (1638). Murád személyesen vezette a hadsereget Mezopotámiába, és kitűnt katonai ügyességével.

### Más hadjáratai
A Velencei Köztársasággal és a kozákokkal is háborúzott.

### Egyeduralma
1632-ben átvette a birodalom irányítását anyjától, Köszem szultána azonban továbbra is nagy hatással volt fia döntéseire.
Amíg vezírei hadakoztak, ő maga jórészt a hárem falai között töltötte napjait – vagy személyesen hajtotta végre a kivégzéseket. 1632 és 1637 között, egyes források alapján, több mint 25 000 embert végeztek ki parancsára, mivel a janicsárok (1631-ben), a szpáhik és mások is föllázadtak uralma ellen. A legnagyobb vérfürdőt az anatóliai lázadás leverése után rendelte el mintegy 20 000 kivégzéssel. 1638-ban Bagdadban is óriási mészárlást rendelt el.
1640-ben Murád döntő lépésre szánta el magát: megszabadult a család befolyásától. Ezt azzal mutatta ki, hogy lefejeztette a nagyvezírt és átvette a főhatalmat. Megpróbálta felszámolni az elharapózott korrupciót. Rendeletet adott ki többek között az oktalan költekezés ellen is (például szigorította az alkohol és dohány használatát). 1635-ben meggyilkoltatta testvérét, Bajezidet, majd nem sokkal később két másik öccsét is.
Tiltotta a kávé fogyasztását.

### Halála
Akárcsak apja, 27 éves korában, 1640. február 9-én halt meg, májzsugorban. Halálos ágyán megparancsolta, hogy végezzék ki utolsó öccsét, Ibrahimot, az Oszmán-dinasztia utolsó élő tagját is, de ezt a parancsot nem hajtották végre, így Ibrahim követhette a trónon.

## Családja
Felesége
- Ayşe Haseki szultána (1614-1680)

Ágyasa
- Szanávber asszony (1628-ban lett Murád ágyasa)

Gyermekei

Evlija Cselebi világhírű török utazó szerint IV. Murádnak 32 gyermeke született. Ezt nem támasztja alá semmi, ugyanis csak 10 gyermek neve maradt fenn. Ők a következők: 
- Szulejmán herceg
- Ahmed herceg
- Mehmed herceg
- Aladdin herceg
- Száfije szultána
- Gecher szultána
- Iszmihán Kaja szultána
- Rukije szultána
- Ajse Bedia szultána
- Hafsza szultána

## Emlékezete
IV. Murád szultán számtalan művészeti ágban jelent meg az elmúlt 4 évszázad alatt.

### A populáris kultúrában
A 2015 őszén indult A szultána című török televíziós sorozat első évadában Cagan Efe Ak alakítja, a sorozat második évadában, mely az uralkodását kíséri végig, Metin Akdülger alakítja Murád szultánt.

### Galéria

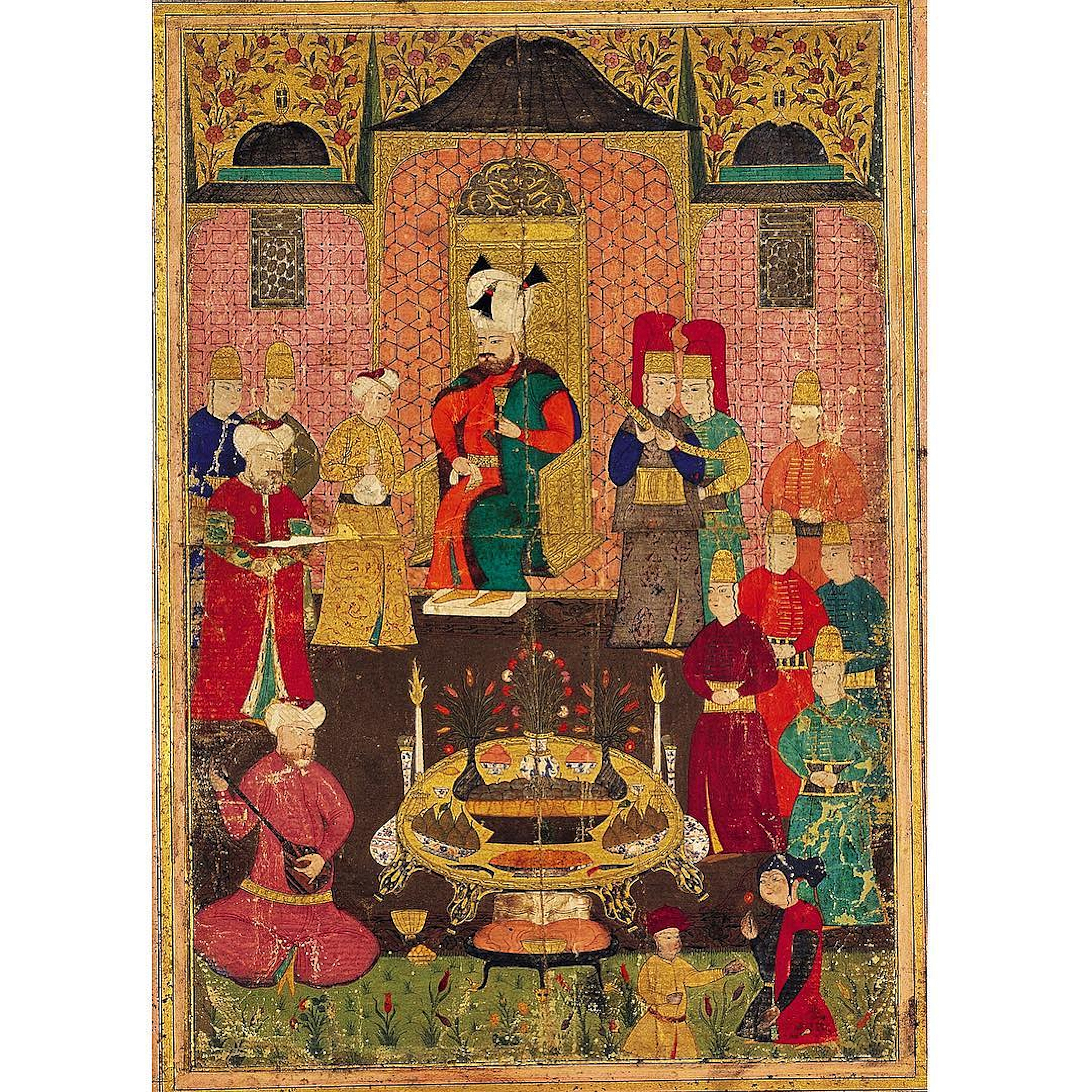
Korabeli miniatúra
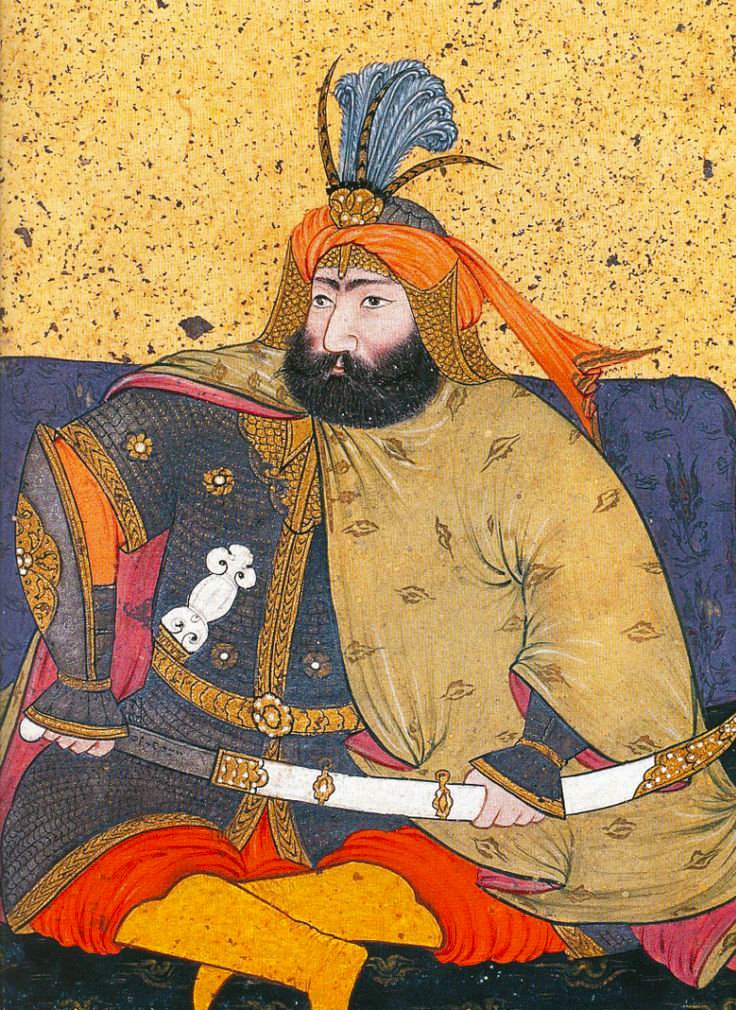
Korabeli miniatúra
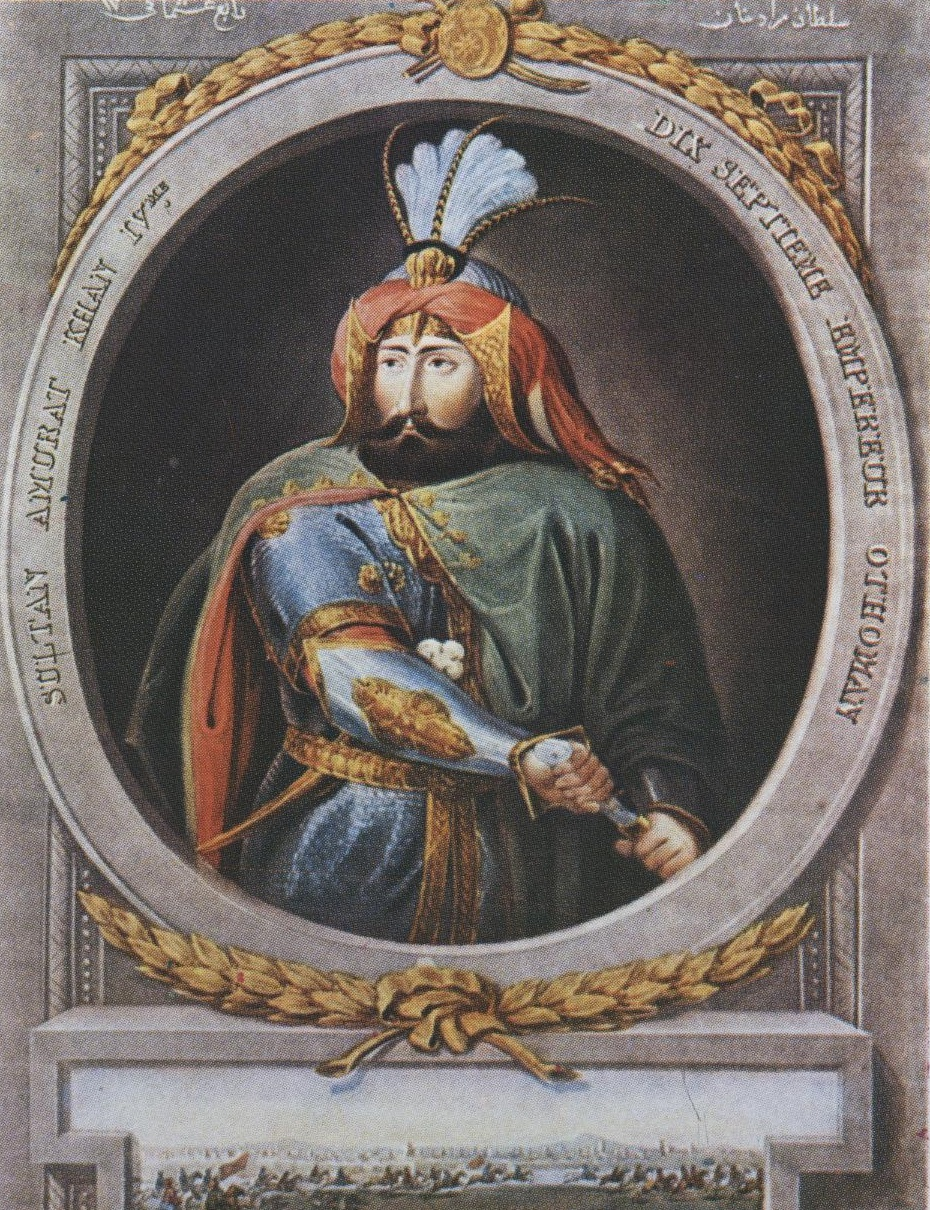
Későkori festmény
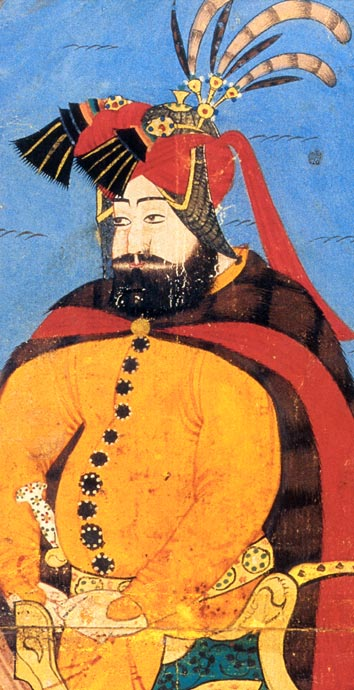
Korabeli miniatúra
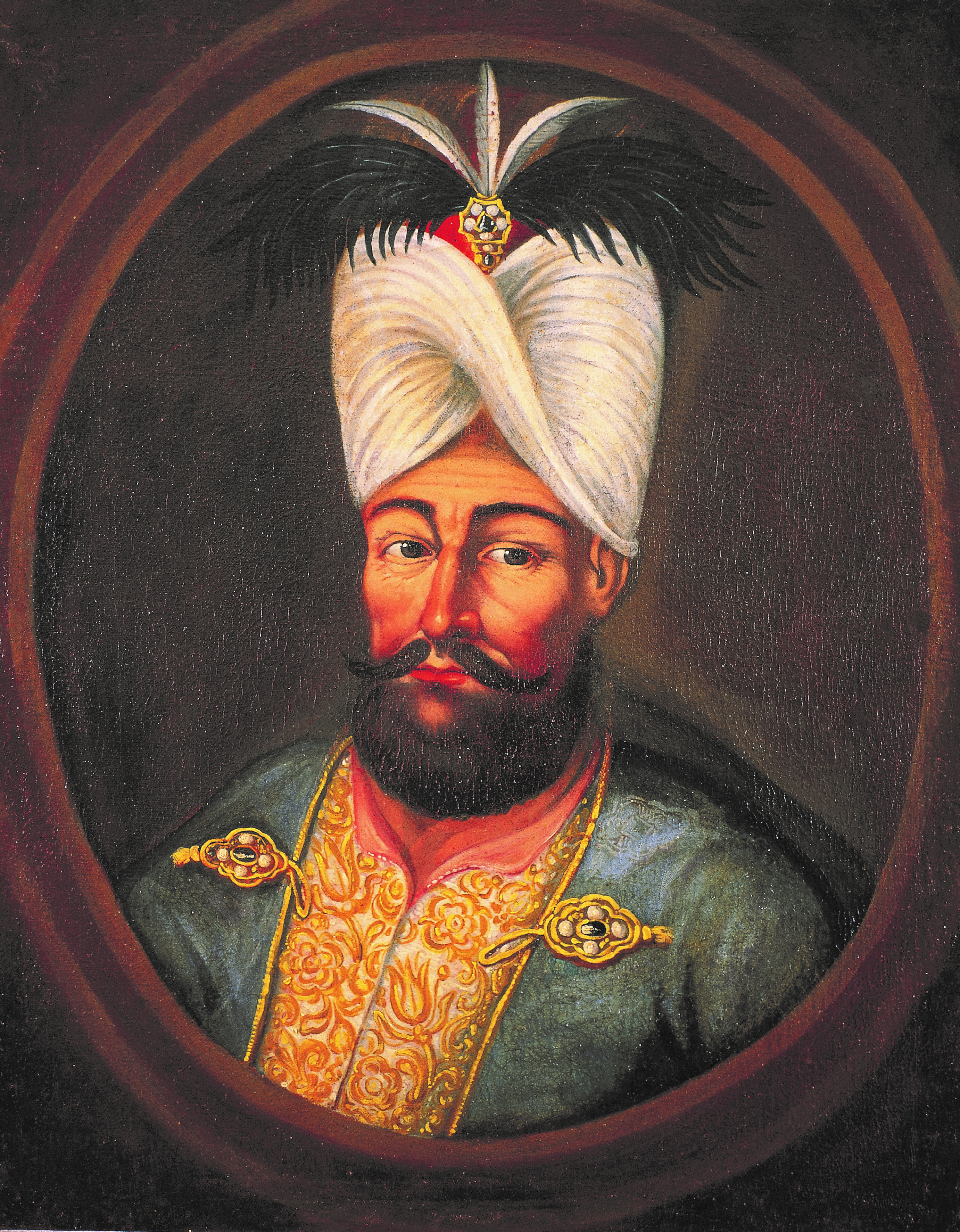
1670-es évekbeli ábrázolás
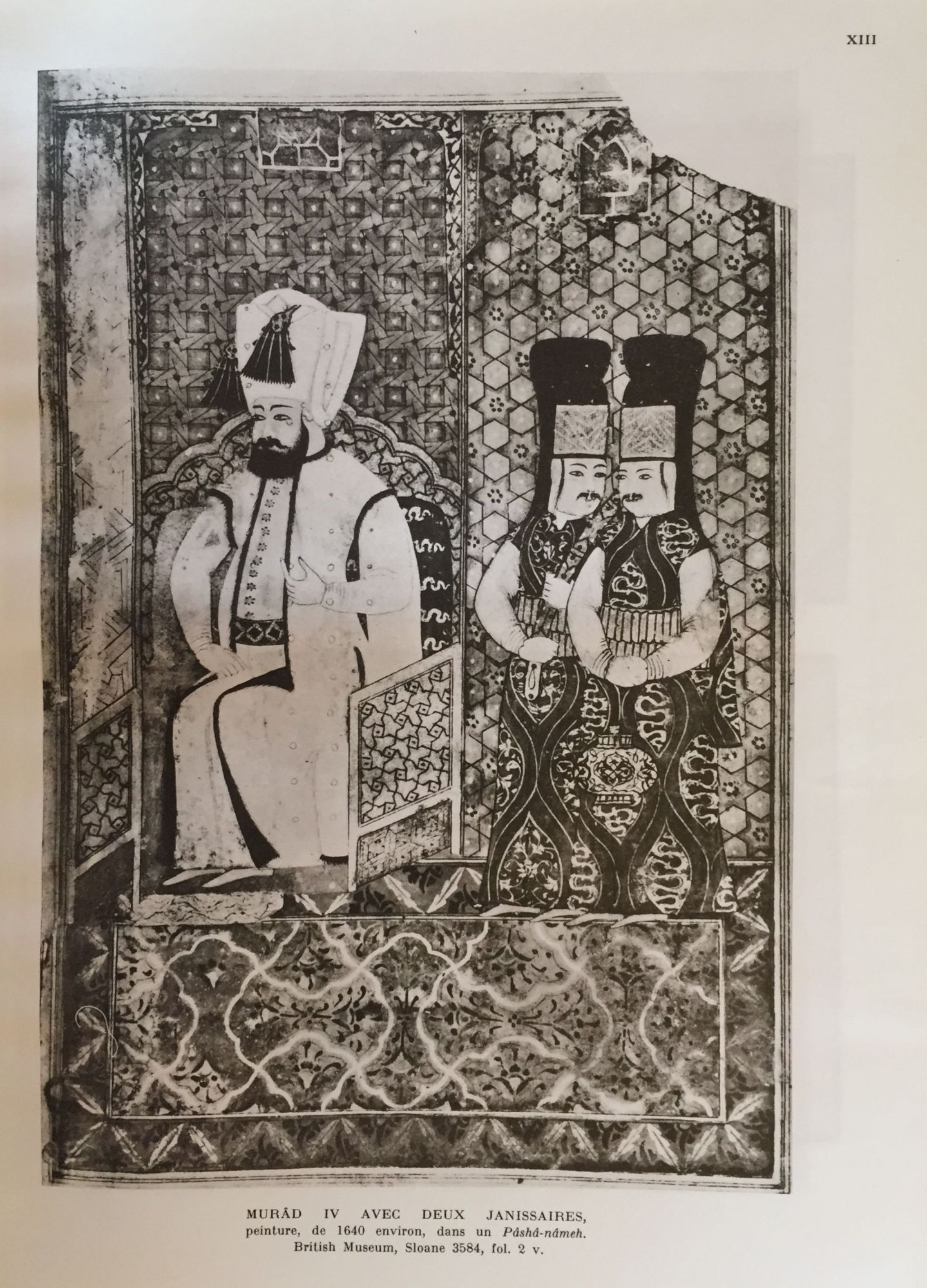
Korabeli miniatúra